# Brandon McNulty
Brandon Alexander McNulty (født 2. april 1998) er en professionel cykelrytter fra USA, der er på kontrakt hos UAE Team Emirates XRG. 
Hans hidtil bedste resultat var, da han vandt junior-VM i enkeltstart i Doha i 2016. Det følgende år blev han som førsteårs U/23-rytter nummer to ved VM i Bergen, kun slået af rytteren, som havde vundet sølv efter McNulty året forinden, Mikkel Bjerg.